# 造幣博物館
造幣博物館（ぞうへいはくぶつかん）は、大阪府大阪市北区の造幣局本局構内にある博物館。1969年に開館した。
重厚な煉瓦造の建物は1911年（明治44年）築の旧造幣局火力発電所の施設を再生利用したものである。館内は4つ部屋に分かれており、それぞれの部屋に大判・小判・丁銀・貿易銀・皇朝十二銭など日本の貨幣を中心に外国貨幣や勲章・メダル・工芸品など約4,000点を展示し、貨幣の歴史を紹介している。玄関広間には、1867年に製造された大時計が置かれている。

## 施設
第1室 - 造幣局の歴史

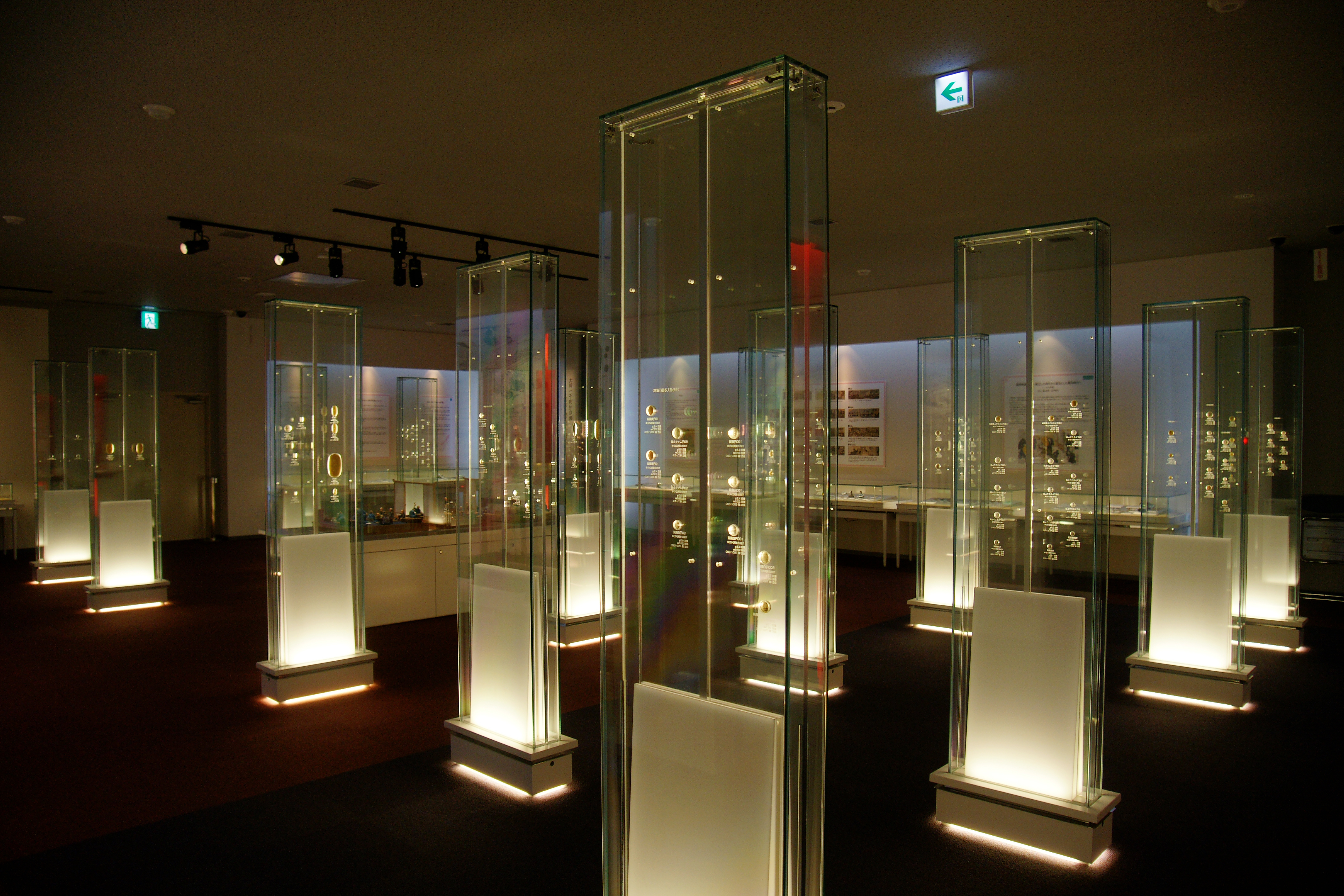
展示室

- 創業当時の造幣局全景模型、当時使用されていた時計やガス灯や天秤などを展示[2]。展示されている二つのガス灯は現存する日本で最古の西洋式ガス灯。造幣局では1871年からガス灯のためのガスを敷地内の工場で製造していた[3]。

第2室 - 現在の造幣局及び体験コーナー
- 貨幣・勲章の製造工程展示
- 映像による造幣事業紹介
- 千両箱や貨幣袋の重さ体験コーナー
- 金塊・銀塊（実物）に触れるコーナー

第3室 - 日本の貨幣の歴史
- 和同開珎をはじめとする日本の貨幣を展示

第4室 - 外国の貨幣、貨幣セット及び金属工芸品
- オリンピックのメダルや国民栄誉賞の盾などの金属工芸品を展示

## 建築概要
- 設計：河合浩蔵
- 竣工：1911年
- 構造：煉瓦造
- 敷地面積：100,870m2（造幣局）
- 延床面積：770m2
- 所在地：大阪府大阪市北区天満1-1-79

## 交通アクセス
- 大阪メトロ谷町線・京阪本線 天満橋駅 徒歩10分
- 大阪メトロ谷町線・堺筋線 南森町駅 徒歩10分
- JR東西線 大阪天満宮駅 徒歩10分